# Roberto Minervini
Roberto Minervini, né à  Fermo en 1970, est un réalisateur et metteur en scène italien.

## Biographie
Roberto Minervini est né à Fermo dans les Marches en 1970. Il a obtenu la laurea en Sciences économiques à l'Université d'Ancône et un doctorat en Histoire du cinéma auprès de l'Université de Madrid.
En 2004, il obtient un master en Media Studies à la New School University de New York,.
De 2006 à 2007, il a donné des cours de Réalisation, mise en scène et réalisation de documentaires aux Universités De La Salle et San Beda à Manille (Philippines). Il vit et travaille entre l'Italie et les États-Unis,.
En 2014, Roberto Minervini a fait partie du jury de la section « Orizzonti » à la 71e Mostra de Venise.
En 2018, son film What You Gonna Do When the World's on Fire? est sélectionné à la Mostra de Venise.

## Filmographie
- 2005 : 
  - Voodoo Doll (court-métrage)
  - Come to Daddy (court-métrage)
  - Notes (court-métrage)
- 2006 : Le lucciole (court-métrage)
- 2011 : The Passage
- 2012 : Low Tide (Bassa marea)
- 2013 : Le Cœur battant (Stop the Pounding Heart)
- 2015 : The Other Side (Louisiana)
- 2018 : What You Gonna Do When the World's on Fire? (Che fare quando il mondo è in fiamme?)
- 2024 : Les Damnés (I dannati)

## Distinctions

### Récompenses
- Mostra de Venise 2012 : prix Ambassador of Hope pour Low Tide
- David di Donatello 2014 : David di Donatello du meilleur film documentaire pour Le Cœur battant[5]
- Festival international du film de Mar del Plata 2018 : Astor du meilleur réalisateur pour What You Gonna Do When the World's on Fire?[6].
- Festival de Cannes 2024 : Meilleure réalisation, section Un certain regard pour Les Damnés

### Sélections
- Mostra de Venise 2012 : section « Orizzonti pour Low Tide[7]
- Festival de Cannes 2013 : en compétition officielle pour Le Cœur battant[8]
- Festival de Cannes 2015 : section Un Certain Regard pour The Other Side[9]

### Crédits de traduction
- (it) Cet article est partiellement ou en totalité issu de l’article de Wikipédia en italien intitulé « Roberto Minervini (regista) » (voir la liste des auteurs).